# Groenkapbreedbektiran
De groenkapbreedbektiran (Tolmomyias sulphurescens) is een zangvogel uit de familie Tyrannidae (tirannen).

## Verspreiding en leefgebied
Deze soort komt wijdverspreid voor in Midden- en Zuid-Amerika en telt zestien ondersoorten:
- T. s. cinereiceps: van zuidelijk Mexico tot Costa Rica.
- T. s. flavoolivaceus: Panama en noordwestelijk Colombia.
- T. s. berlepschi: Trinidad.
- T. s. exortivus: noordoostelijk Colombia en noordelijk Venezuela.
- T. s. asemus: westelijk Colombia.
- T. s. confusus: van centraal Colombia en westelijk Venezuela tot noordoostelijk Ecuador.
- T. s. duidae: zuidelijk Venezuela en noordwestelijk Brazilië.
- T. s. aequatorialis: westelijk Ecuador en noordwestelijk Peru.
- T. s. cherriei: centraal Venezuela, de Guyana's en noordelijk Brazilië.
- T. s. peruvianus: zuidoostelijk Ecuador en noordelijk Peru.
- T. s. insignis: noordoostelijk Peru en amazonisch westelijk Brazilië.
- T. s. mixtus: noordoostelijk Brazilië.
- T. s. inornatus: zuidoostelijk Peru.
- T. s. pallescens: van centraal en oostelijk Brazilië tot oostelijk Bolivia en noordwestelijk Argentinië.
- T. s. grisescens: centraal Paraguay en noordelijk Argentinië.
- T. s. sulphurescens: zuidelijk Brazilië, oostelijk Paraguay en noordoostelijk Argentinië.

## Status
De grootte van de populatie is in 2019 geschat op 5-50 miljoen volwassen vogels. Op de Rode lijst van de IUCN heeft deze soort de status niet bedreigd.